# Pięć zarysów obyczajowych
Pięć zarysów obyczajowych – poemat Cypriana Kamila Norwida napisany w latach 1847-1852.
Poemat składa się z pięciu dialogów (I i III-V), stanowiących, podobnie jak w Promethidionie, zapis rzeczywistych rozmów prowadzonych w obecności poety, oraz jednego monologu (II). Powstały one, o czym świadczą daty pozostawione przez autora, w latach 1847-1852, lecz zebrane zostały w jedno dopiero w 1862, gdy Norwid przygotowywał zbiorowe wydanie swych poezji. Wtedy też zostały opatrzone osobnym wstępem, którym stał się wiersz Próby. Porównanie wiersza z innymi utworami: Garstką piasku, Beatrix, Do pani na Korczewie, Do L. K. czy W pamiętniku, świadczy, że powstał on w latach 1860-1861. Utwór ukazał się drukiem w Lipsku w 1863 u F.A. Brockhausa w zbiorze Poezji.